# Renia clavalis
Renia clavalis là một loài bướm đêm trong họ Noctuidae.